# (967) Helionape
(967) Helionape – planetoida z pasa głównego asteroid.

## Odkrycie
Została odkryta 9 listopada 1921 roku w Hamburg-Bergedorf Observatory w Bergedorfie przez Waltera Baade. Nazwa pochodzi od greckiej formy nazwiska Adolfa Rittera von Sonnenthala, austriackiego aktora. Przed jej nadaniem planetoida nosiła oznaczenie tymczasowe (967) 1921 KV.

## Orbita
(967) Helionape okrąża Słońce w ciągu 3 lat i 118 dni w średniej odległości 2,23 au. Planetoida należy do rodziny planetoidy Flora nazywanej też czasem rodziną Ariadne.